# Maria Molly Bukowska
Maria Molly Bukowska z domu Schultze (ur. 5 listopada 1883 w Petersburgu, zm. 28 kwietnia 1970 w Gliwicach) – malarka, żona malarza Stefana Bukowskiego.

## Życiorys
Urodziła się 5 listopada w Petersburgu, w rodzinie Juliusza i Marii z Weberów. W Petersburgu ukończyła gimnazjum, następnie Akademię Sztuk Pięknych (ze złotym medalem). Studiowała także w Monachium (1906–1907) i Paryżu (1907–1909) oraz w Anglii, Szwecji i na Węgrzech. Podobnie jak jej mąż, była wieloletnią nauczycielką Państwowego Gimnazjum Żeńskiego im. Emilii Plater w Warszawie. W 1935 za Portret syna otrzymała nagrodę na wystawie jubileuszowej Zachęty. W 1937 roku została laureatką Nagrody m. Warszawy.
Malowała głównie pejzaże, portrety i kwiaty. Uprawiała grafikę artystyczną i użytkową. Ilustrowała wiele przedwojennych książeczek dla dzieci popularnych autorów, m.in. Marii Konopnickiej, Artura Oppmana, Zofii Reutt-Witkowskiej, Marii Weryho, Zuzanny Rabskiej i innych. W latach 1929–1933 tworzyła okładki Ilustrowanego pisma tygodniowego Tęcza
Jest autorką obrazów Na plaży, Portret kobiety.
Była żoną Stefana Bukowskiego h. Ossorya (1878–1929), matką Ryszarda Bukowskiego, kompozytora, pedagoga i krytyka muzycznego.
Zmarła w Gliwicach. Pochowana na tamtejszym Centralnym Cmentarzu Komunalnym (sektor A3-9-10). Na nagrobku jako: Molly Hariet Bukowska.